# Isabel Cristina Mrad Campos
Isabel Cristina Mrad Campos (29. července 1962 Barbacena – 1. září 1982 Juiz de Fora) byla brazilská římská katolička a studentka, zavražděná ve svém bytě po neúspěšném pokusu o znásilnění. Katolická církev ji uctívá jako blahoslavenou mučednici.

## Život

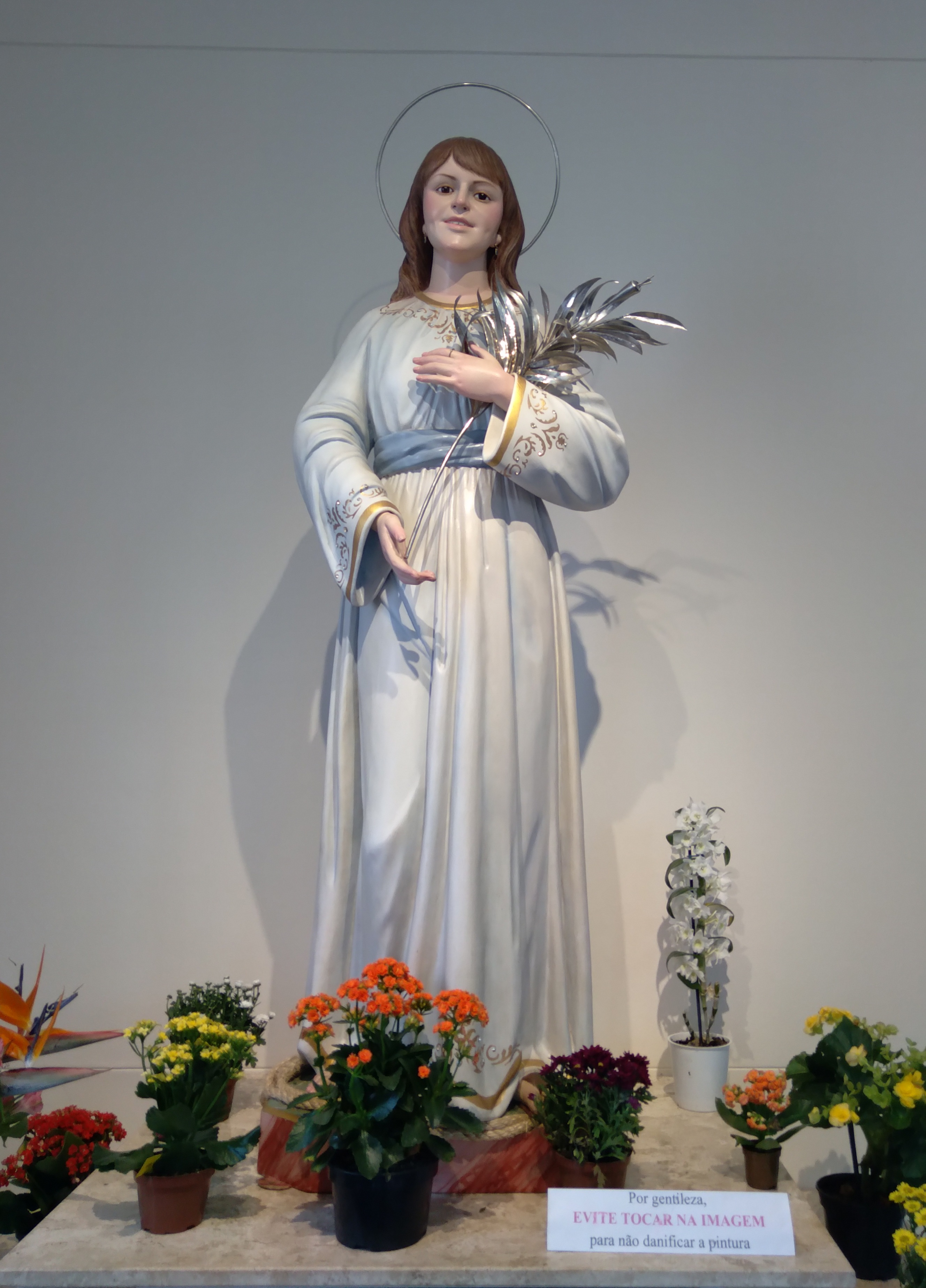
Její soška

Narodila se dne 29. července 1962 v Barbaceně rodičům Josému Mendesovi Campos a Heleně Mrad. Měla bratra Roberta. Pokřtěna byla 15. srpna téhož roku v místním farním kostele v Barbaceně. Svátost biřmování přijala dne 22. dubna 1965 v bazilice sv. Josefa Dělníka v Barbaceně z rukou arcibiskupa Oscara de Oliveira. Své první svaté přijímáni přijala dne 26. října 1969 ve své škole, kterou vedly sestry vincentky.
Na své škole byla označována jako nadprůměrně inteligentní a svými vrstevníky byla popisována jako laskavá a zbožná. Během svého studia také pomáhala chudým a potřebným a později se stala členkou společnosti svatého Vincence z Pauly, která se tomuto úkolu věnuje. Toužila se stát dětskou lékařkou, nejlépe v Africe.
Dne 15. srpna 1982 se přestěhovala do malého pronajatého bytu v Juiz de Fora, kde poté žila se svým bratrem Robertem. V bytě si s ním začala zařizovat vybavení (nábytek) a připravovala se na studium medicíny. Dne 30. srpna téhož roku si najala montéra Maurilia Almeida Oliveira, aby v jejich bytě nainstaloval šatní skříň. Ten si s ní začal povídat, přičemž ji znepokojovaly jeho sugestivní poznámky, kdy ji vyzýval, aby s ním zašla na rande, což opakovaně odmítla s přáním aby co nejrychleji odešel. Poté jí řekl, že musí odejít, aby sehnal chybějící součást a že skříň dokončí jiný den. S touto konverzací se svěřila svému bratrovi, když se do bytu vrátil
Dne 1. září 1982 se Maurilio Almeida Oliveira do bytu vrátil, načež se ji pokusil znásilnit, kdy ji popadl, udeřil židlí, zacpal ústa a svázal. Poté jí začal trhat šaty. Snažila se mu stavět na odpor a hlasitými zvuky přivolat pomoc, než útočník zesílil rádio a televizor, aby nebylo slyšet její sténání. Poté, co byl útočník frustrovaný jejím vytrvalým odporem ji pobodal nožem a uprchl. Později toho večera ji v bytě nalezl její bratr a po důkladném zkoumání bylo zjištěno, že nebyla znásilněna. Na jejím těle bylo nalezeno patnáct bodných ran, třináct do zad a dvě do třísla. Dne 26. srpna 2009 byly její ostatky přeneseny do kostela v Barbaceně, kde přijala své první svaté přijímání.

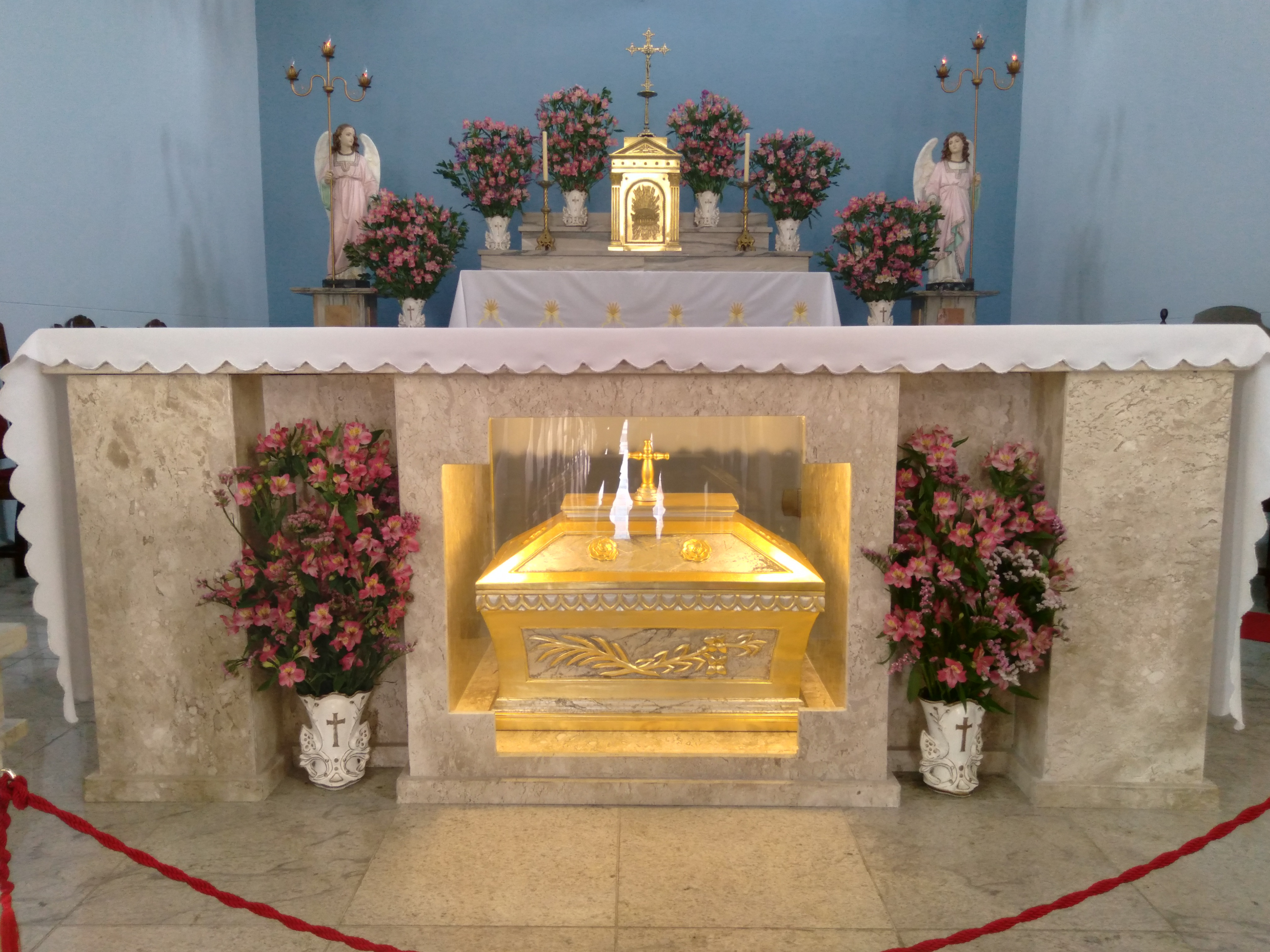
Její ostatky pod oltářem kostela v Barbaceně

## Úcta
Její beatifikační proces započal dne 26. ledna 2001, čímž obdržela titul služebnice Boží. Dne 27. října 2020 podepsal papež František dekret o jejím mučednictví.
Blahořečena pak byla dne 10. prosince 2022 v Barbaceně. Obřadu předsedal jménem papeže Františka kardinál Raymundo Damasceno Assis.
Její památka je připomínána 1. září. Je patronkou vysokoškolských studentů.